# Pablo Leiva Wenger
Sabo, artistnamn för Pablo Leiva Wenger, född 12 september 1983, är en svensk hiphopartist och skådespelare.
Han är medlem i hiphopgruppen Highwon. Han medverkar även med som uppläsare av historiska skeenden i podcasten P3 Historia från Sveriges radio.
Pablo Leiva Wenger har två bröder: Felipe Leiva Wenger, känd som Fille i hiphopduon Ison & Fille, och Alejandro Leiva Wenger, författare och manusförfattare.

## Musikkarriär
Sabo hade en låt med på det klassiska samlingsalbumet Den svenska underjorden. Han har släppt ett mixtape tillsammans med två av Highwon-medlemmarna, Hoosam och Gurmo, som heter "Radio 127". Den 31 oktober 2007 släppte han sin första EP, Alla älskar sambo.
Sabo rappar även under sitt andra alias ("Grillat") i duon Grillat & Grändy, bestående av honom själv och hans bror Fille ("Grändy").

## Diskografi

### Album/EP
- Alla Älskar Sambo (2007)
- Gendish & Gäris, under namnet "Grillat" (2012)

### Mixtape
- Radio 127 (2004)

### Singlar
- Heyeyeyey (2007)

## Skådespelarkarriär
Wenger utexaminerades från Teaterhögskolan i Stockholm 2012. Tillsammans med sin bror Alejandro Leiva Wenger satte han samma år upp och spelade huvudrollen i pjäsen 127 på Stockholms stadsteater Skärholmen och Parkteatern, en pjäs som belönades med Nöjesguidens Stockholmspris. Han medverkade i Riksteaterns och Malmö Stadsteaters uppsättning av Jonas Hassen Khemiris pjäs Jag ringer mina bröder 2013.  Hösten 2013 spelar han en av huvudrollerna i Alejandro Leiva Wengers pjäs Författarna på Unga Klara. 2014 började Pablo Leiva Wenger spela ≈ [ungefär lika med] skriven av Jonas Hassen Khemiri på Dramaten.
År 2019 var han med och spelade en roll i tv serien Allt jag inte minns på SvT. År 2024 hade han en mindre roll i tv-serien Helikopterrånet på Netflix. 

### Film och TV-serie
- 2016 – Syrror (TV-serie)
- 2019 – Allt jag inte minns (TV-serie)
- 2021 – Snöänglar (TV-serie)
- 2022 – Året jag slutade prestera och började onanera
- 2024 - Helikopterrånet (TV-serie)

### Roller (ej komplett)
| År   | Roll                                               | Produktion                                           | Regi                 | Teater                                      |
| ---- | -------------------------------------------------- | ---------------------------------------------------- | -------------------- | ------------------------------------------- |
| 2014 | Andrej                                             | ≈ [ungefär lika med] Jonas Hassen Khemiri            | Farnaz Arbabi        | Dramaten                                    |
| 2015 | Andrej                                             | ≈ [ungefär lika med] Jonas Hassen Khemiri            | Farnaz Arbabi        | Dramaten                                    |
| 2016 | Vänstern                                           | Marie Antoinette Jens Ohlin                          | Jens Ohlin           | Folkteatern, Göteborg                       |
| 2016 |                                                    | Folkbokförarna Alejandro Leiva Wenger                | Frida Röhl           | Folkteatern, Göteborg                       |
| 2017 | Dr Conrad, Gestapoofficer                          | Bortförd vid midnatt Mark Hayhurst                   | Philip Zandén        | Kulturhuset Stadsteatern                    |
| 2018 | Ils son                                            | Besök av en gammal dam Friedrich Dürrenmatt          | Katrine Wiedemann    | Kulturhuset Stadsteatern                    |
| 2018 | Krilon                                             | Krilon Eyvind Johnson                                | Carolina Frände      | Kulturhuset Stadsteatern                    |
| 2019 | Rino Cerullo                                       | Min fantastiska väninna Elena Ferrante               | Maria Sid            | Kulturhuset Stadsteatern/ Årsta Folkets hus |
| 2021 | Irriterande person Cyrano de Bergerac (Understudy) | Cyrano de Bergerac Martin Crimp                      | Alexander Mørk-Eidem | Kulturhuset Stadsteatern                    |
| 2023 | Polisen                                            | Den stora skrivboken (Le grand cahier) Ágota Kristóf | Sofia Jupither       | Dramaten                                    |
| 2023 | Alex Tornfalk-Barbar                               | Revisorn (Ревизо́р, Revizór) Nikolaj Gogol            | Frida Röhl           | Kulturhuset Stadsteatern                    |
| 2023 | Claudio                                            | Pappas födelsedag Alejandro Leiva Wenger             | Frida Röhl           | Dramaten                                    |